# شهرستان بورابای
ناحیه بورابای (به قزاقی: Бурабай ауданы، بۇراباي اۋدانى) یک منطقه در قزاقستان است که در استان آق‌مولا واقع شده‌است.

## خصوصیات
ناحیه بورابای ۵٬۹۰۰ کیلومترمربع مساحت و ۷۴٬۷۹۴ نفر جمعیت دارد.